# Просто разом (роман)
Просто разом (фр. Ensemble, c'est tout) — роман французької письменниці Анни Гавальди, написаний у 2004 році.

## Сюжет
Роман розповідає історію про чотирьох людей, які протягом року живуть у будинку в різних квартирах у Парижі. Доля зводить молодих талановитих, проте малоуспішних людей, разом під одним дахом. Познайомившись, вони намагаються допомогти один одному пройти через труднощі і змінити життя на краще.
Перший розділ роману Анни Гавальди "Просто разом" розповідає про самотність і безпомічність старої жінки Полетти Лестаф'є. Вона ретельно приховує синяки від падінь на своєму тілі і ніяк не може заблокувати кнопки на пульті телевізора. Цього разу падіння приховати не вдалося. Коли б не вчасний прихід подруги Івонни та її рішучість (вибите вікно, виклик "швидкої") все б закінчилось.
У другому розділі розкривається історія самотньої Камілли, яка живе в мансарді старого паризького будинку. З дитинства дівчина була замкнутою, а після смерті батька замовкла зовсім. Навіть на уроках малювання вона не говорила, а мовчки виконувала завдання. З матір'ю стосунки не складались. Коли Каміллі не стало де жити, П'єр Кесслер з дружиною Матильдою запропонували кімнату на чердаку, допомогли придбати маленький холодильник, лампу, постільну білизну, електроплитку та кілька каструль. За це вона змушена відпрацьовувати прибиральницею. Одного разу дівчина познайомилась з мешканцем розкішної нижньої квартири, сором’язливим молодим аристократом Філібером. Коли Камілла захворіла грипом, Філібер переселив дівчину до себе. У Камілли розпочалися стосунки з іншим квартирантом, кухарем Франком Філіберт
Франк - внук і єдина втіха Полетти Лестаф'є. Він відвідував бабусю по понеділках, займався з нею гімнастикою при допомозі ходунків.
В останній день 2003 року Франк переконує Каміллу допомогти йому в роботі у ресторані. Після поїздки на ферму друзів Франка, вони закохуються і стають близькими. Камілла знову починає проектувати. Після обіду в ресторані з Полеттою, бабусею Франка, Камілла і Філібер пропонують Франку, що Полетта також може жити в квартирі, разом із ними трьома. Камілла прощається зі своєю роботою і піклується про стару жінку.
У червні 2004 року Філібер одружився з актрисою Сюзі Мартін, і вони стали жити в іншій квартирі. А Камілла, Франк і Полетта переїжджають до будинку Полетти. Камілла займається дизайном садиби. Вона не думала про виставку своїх картин, але після смерті Полетта змінила свою думку. Тепер вона хоче показати картини, які вона зробила для себе. Полетта залишила будинок Каміллі, тому Франк спочатку хотів їхати на роботу в Англію. Камілла переконує його взяти старий порожній ресторан біля будинку Полетти. У фіналі - відкриття бістро, і звучать схвальні відгуки про молодого шеф-повара Франка Лестаф'є, який "тішить наші смакові рецептори вишуканими стравами домашні кухні - ароматними, легкими, радуючими душу і тело". У день відкриття ресторану знову разом Філібер, Сюзі, Камілла і Франк. Камілла, грається з племінником, при цьому говорить Франку, що хотіла б і собі мати такого. 
Останній абзац роману - Франк несе Каміллу в готель, "усміхаючись самому собі і всьому світу".

## Герої

### Камілла Фок
Камілла — художниця, страждає від стресу і анорексії. Їй двадцять шість років, важить лише 48 кг, що для жінки 173 см дуже мало. Проживає в мансарді старого паризького будинку і ночами працює прибиральницею. Вона любить малювати, але часто не має для цього сил, бо їсть недостатньо. У дівчини важкі стосунки з матір’ю. Полетта оцінює доброту і талант дівчини і їй залишає свій будинок. Стосунки з Франком спочатку були непростими, та зрештою кохання робить їх щасливими.

### Філібер Марке де ла Дурбельєр
Філібер - сором'язливий незграбний тридцятишестирічний продавець листівок. Інтелігент аристократичного походження цікавиться історією. Чоловік страждає на обсесивно-компульсивний розлад. Він проживає в величезній квартирі, яка дісталася йому у спадок. Філібер турбується про здоров'я Камілли, і коли вона дуже хвора, він забирає її додому, щоб доглядати за нею. Він пропонував їй читати цікаві книги, притягнув штучний камін, варив їй супи.

### Франк Лестаф'є
Франк - молодий талановитий кухар в ресторані. Він винаймає кімнату в квартирі Філібера. Доглядає за своєю хворою 83-річною бабусею. Він відвідує бабусю Полетту у будинку престарілих, де вона живе, перш ніж переїхати до квартири Філібера. Іноді він здається виснаженим від своєї роботи, має поганий настрій. Йому потрібно було звикнути до Камілли як сусідки по кімнаті. Та саме вона відкрила йому важливі речі в житті.

### Полетта
Полетта - бабуся Франка, самотня і любляча. Після падіння вона змушена жити в будинку престарілих. Згодом три персонажі вирішують жити разом з нею в квартирі Філібера, і Камілла піклується про неї до самої смерті.

## Відзнаки
Популярність у Франції затьмарила знаменитий "Код да Вінчі" Ден Брауна. Книга Гавальди перекладена 36-ма мовами і отримала безліч літературних премій.

## Екранізація
За романом Анни Гавальди створено однойменний фільм Просто разом режисера Клода Беррі. Фільм вийшов на екрани в 2007 році. Головних героїв зіграли актори Одрі Тоту і Гійом Кане. За один місяць прокату фільму "Просто разом" його подивилися більше двох мільйонів чоловік. Шостий Міжнародний Форум літератури і кіно, який пройшов в Монако, оцінив режисерську працю — Клод Беррі отримав премію за кращу і точну адаптацію роману в кіно.